# USDC
Это статья о криптовалюте. О валюте США см. Доллар США.
USD Coin (USDC) — централизованная криптовалюта, стоимость которой фиксирована относительно доллара США (стейблкойн). USDC управляется консорциумом, который был основан компанией Circle. Консорциум включает в себя членов криптовалютного сервиса Coinbase и майнинговой компании Bitmain, инвесторы компании Circle. USDC является вариантом частных денег, не является цифровой валютой центрального банка.
По заявлению Circle, каждая «монета» USDC обеспечена долларом, находящимся в резерве в Silicon Valley Bank, или другими «утверждёнными инвестициями». В июне 2021 года формулировка криптовалюты на веб-сайте Circle изменилась с «обеспеченной долларами США» на «обеспеченную полностью зарезервированными активами».
Конвертация доллара США в USDC происходит в три этапа:
1. Пользователь отправляет доллары США на банковский счёт эмитента монеты.
2. Эмитент использует смарт-контракт для создания эквивалентного количества USDC.
3. USDC отправляются пользователю, а полученные доллары США хранятся в резерве.

Выкуп USDC за доллары США происходит в обратном порядке.
Запасы USDC регулярно аттестуются (но не аудируются) компанией Grant Thornton LLP. Ежемесячные аттестации можно найти на веб-сайте Center Consortium.

## История
Впервые о создании USDC было объявлено компанией Circle 15 мая 2018 года, а запущена криптовалюта была в сентябре 2018 года.
29 марта 2021 года Visa объявила, что разрешит использовать USDC для расчётов по транзакциям в своей платёжной сети.
По состоянию на декабрь 2021 года, по заявлению Circle, в обращении находится 42,5 миллиарда USDC.
В марте 2023 года курс USDC снизился до 0,93 доллара после сообщений о том, что около 3,3 млрд долларов резерва хранится в Silicon Valley Bank, обанкротившемся в 2023 году.